# Echarri-Aranaz

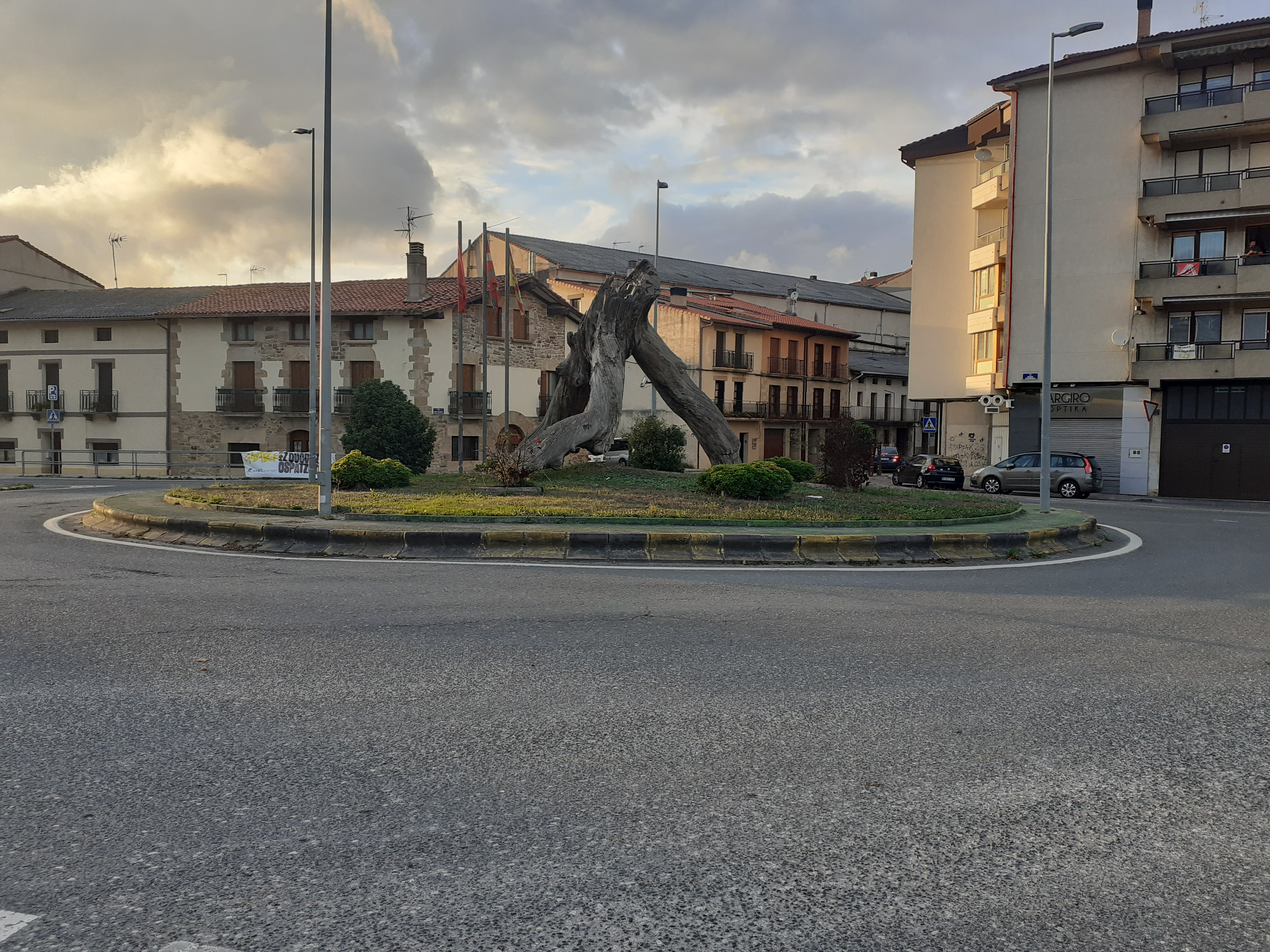
Rotonda de los tres troncos

Echarri-Aranaz (en euskera: Etxarri Aranatz) es una villa y municipio español de la Comunidad Foral de Navarra, situado en la merindad de Pamplona, en la comarca de La Barranca y a 40 km de la capital de la comunidad, Pamplona. Cuenta con una población de 2545 habitantes (INE 2024). Dentro del municipio también se encuentra el concejo de Lizarragabengoa.

## Toponimia
Según refiere José Yanguas, Echarri-Aranaz tomó su nombre compuesto de Echarri, lugar donde se fundó la población, y de Aranatz o Araynaz, el valle o comarca compuesto por pueblos como Artola, Maiza,.... cuyos habitantes se trasladaron a Echarri al fundarse esta localidad.
Existen varias localidades denominadas Echarri en Navarra. Además de Echarri-Aranaz, hay otro Echarri en la Cuenca de Pamplona y un Echarri Larráun en el valle de Larráun. En la provincia vascofrancesa de Sola hay también un Etcharry, que es el mismo topónimo escrito con ortografía francesa. Todos se ubican en zonas tradicionalmente vascófonas.
Sobre el nombre de Echarri la etimología aparentemente más evidente hace derivar el nombre de la lengua vasca, de etxe («casa») y (h)arri (piedra), es decir casa de piedra. Parece ser que fue el escritor Arturo Campión quien propuso esta etimología y teniendo en cuenta que Echarri-Aranaz fue originalmente una bastida, pensó además que antiguamente etxarri tenía en euskera el significado de castillo, aunque esto nunca ha podido demostrarse.
Sin embargo filólogos posteriores como Koldo Mitxelena o el vascofrancés Jean-Baptiste Orpustan han explicado el nombre de la población como una evolución de la palabra vasca etxeberri (casa nueva), que habría seguido la siguiente evolución etxeberri->etxaberri->etxaerri->etxarri en los dialectos orientales del euskera. Esta es la hipótesis que más aceptación tiene en la actualidad entre los filólogos vascos; y además entronca también de manera aparentemente satisfactoria con la historia que contó Yanguas, al ser Echarri-Aranaz una fundación nueva en una comarca que anteriormente ya contaba con otros núcleos de población.
La comarca en la que se asienta Echarri-Aranaz tradicionalmente se ha conocido como Tierra de Aranaz. Al hablar en euskera se pronuncia Aranatz. El significado etimológico de este término es dudoso, aunque se considera un topónimo de origen vasco. Existe otro pueblo en Navarra que tiene el mismo nombre (ver Aranaz)
Tradicionalmente el topónimo se ha escrito como Echarri-Aranaz, pero en las últimas décadas se comenzó a transcribir como Etxarri-Aranatz, siguiendo la ortografía normalizada y la pronunciación del nombre en euskera. Actualmente esta es la forma más habitual de escribir el nombre de la localidad, tanto en euskera como en castellano. El ayuntamiento adoptó oficialmente la denominación de Etxarri-Aranatz y actualmente es la única oficial del municipio, habiendo sido recogida por el BOE en 1989.

## Geografía
El municipio está situado en la zona oeste de la comunidad, en el centro de La Barranca, Tierra de Aranaz. Riega su término de oeste a este el río Araquil y su afluente el arroyo San Adrián (mapa catastral, hoja 114, 1:50.000). La villa se halla a la orilla derecha del río, entre la sierra de Aralar y la de Urbasa. El Norte del término municipal es montañoso, oscilando sus alturas entre los 600 y los 900 m s. n. m.. encontrándose tan solo el fondo del valle a 500 m s. n. m. La capital del municipio se encuentra hacia el Este del término, al pie de la sierra de Urbasa, a los 508 m de altitud, en la margen derecha del río Araquil.
Limita al norte con la sierra de Aralar y el término municipal de Ataun, al sur con la sierra de Urbasa y el término de Ergoyena, al este con Arbizu y al oeste con Bacaicoa.

### Clima
De clima templado y húmedo, de tipo marítimo, con una temperatura media anual que oscila entre 11 a 14,5 °C y unas precipitaciones de 1400 a 2500 mm, y ríos de caudal regular, es sin embargo muy heterogénea, geológica y morfológicamente hablando. Corresponde al clima de la zona húmeda de Navarra.
En cuanto a la vegetación, predominan las frondosas atlánticas –robles, hayas y castaños–, los prados y el matorral de tojo o árgoma, brezos y helechos.

## Demografía

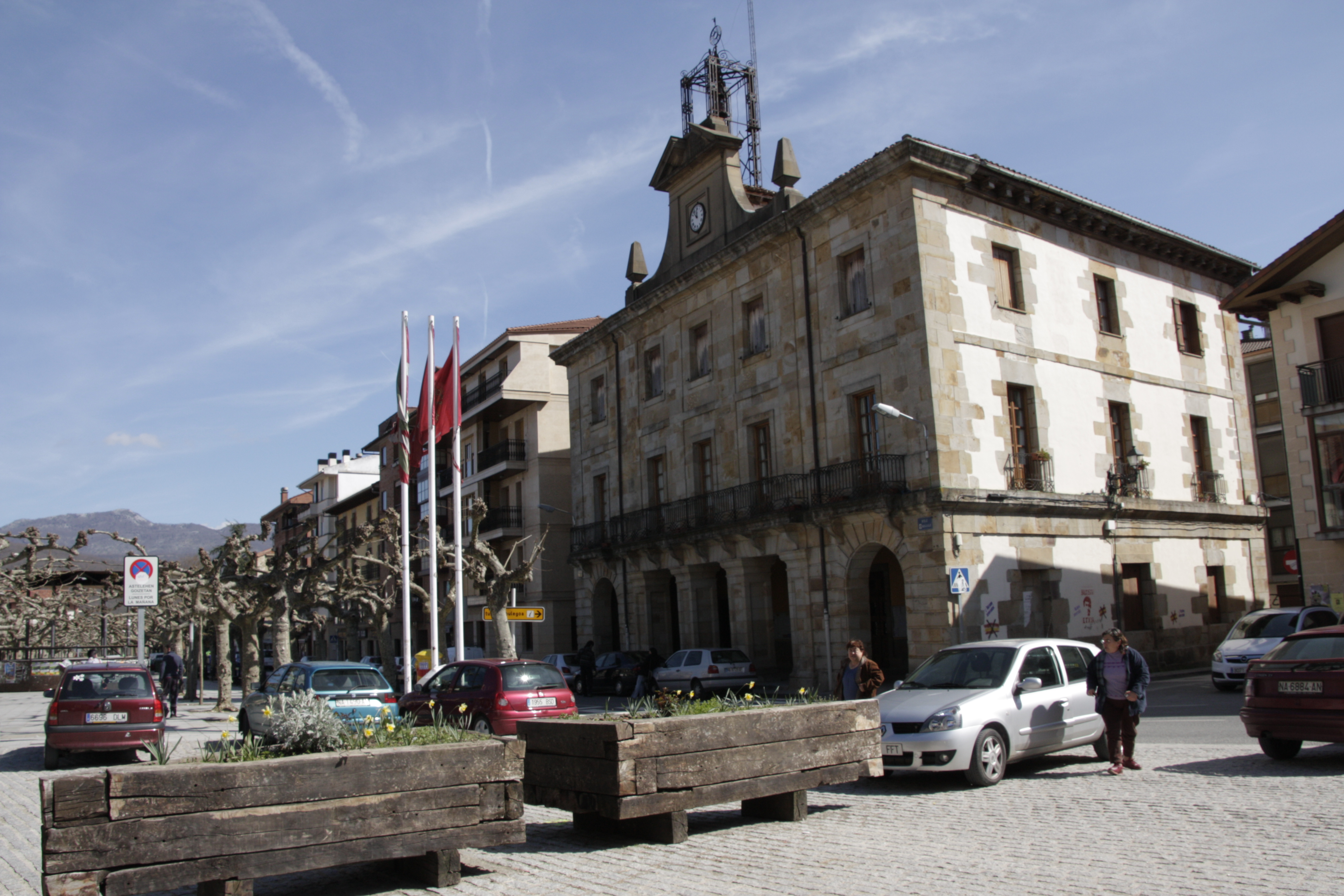
Ayuntamiento de Echarri-Aranaz

Echarri-Aranaz cuenta con una población de 2545 habitantes (INE 2024).
| Gráfica de evolución demográfica de Echarri-Aranaz entre 1842 y 2021 |
| |
| Población de derecho según los censos de población del INE Población de hecho según los censos de población del INEEn estos censos se denominaba Echarri Aranaz: 1842, 1857, 1860, 1877, 1887, 1897, 1900, 1910, 1920, 1930, 1940, 1950, 1960, 1970 y 1981 Entre el censo de 1857 y el anterior, crece el término del municipio porque incorpora a 315070 (Lizarraga-Bengoa) |

## Administración y política
| Partido político                                             | 2015  | 2015       | 2011  | 2011       | 2007  | 2007       | 2003 | 2003       | 1999   | 1999       | 1995  | 1995       |
| Partido político                                             | %     | Concejales | %     | Concejales | %     | Concejales | %    | Concejales | %      | Concejales | %     | Concejales |
| Euskal Herria Bildu (EH Bildu)                               | 71,52 | 9          | 63,40 | 7          | —     | —          | —    | —          | —      | —          | —     | —          |
| Partido Popular (PP)                                         | 14,32 | 2          | 8,65  | 1          | —     | —          | —    | —          | —      | —          | —     | —          |
| Nafarroa Bai (NaBai)                                         | —     | —          | 25,43 | 3          | 86,86 | 11         | —    | —          | —      | —          | —     | —          |
| Euskal Herritarrok (EH)                                      | —     | —          | —     | —          | —     | —          | —    | —          | 50,04  | 6          | —     | —          |
| Herri Batasuna (HB)                                          | —     | —          | —     | —          | —     | —          | —    | —          | —      | —          | 42,47 | 5          |
| Eusko Alkartasuna (EA)                                       | —     | —          | —     | —          | —     | —          | —    | —          | 39,85  | 5          | 29,99 | 3          |
| Euzko Alderdi Jeltzalea-Partido Nacionalista Vasco (EAJ-PNV) | —     | —          | —     | —          | —     | —          | —    | —          | Con EA | Con EA     | 22,82 | 3          |

## Cultura

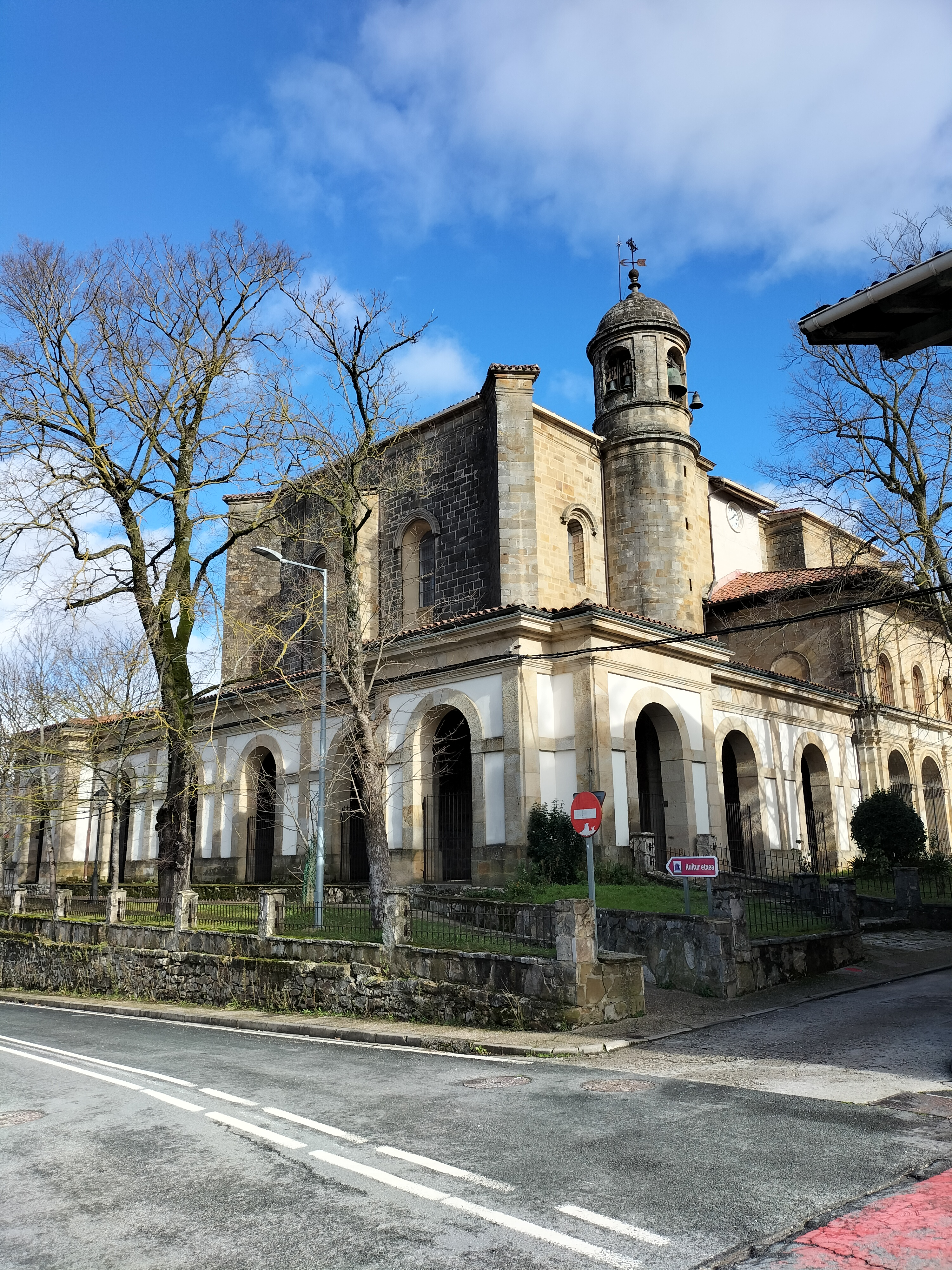
Iglesia de la Asunción

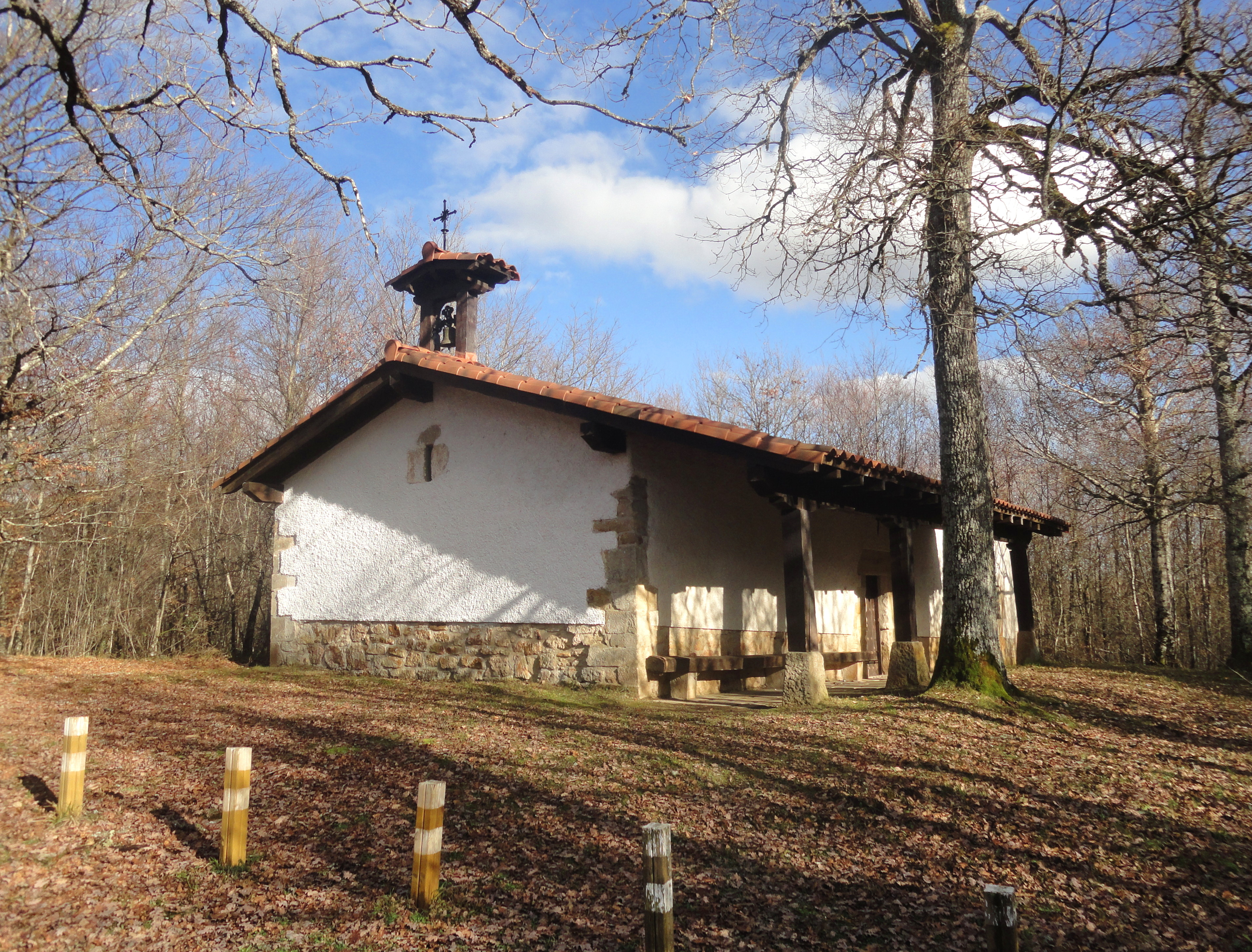
Ermita de San Andrián

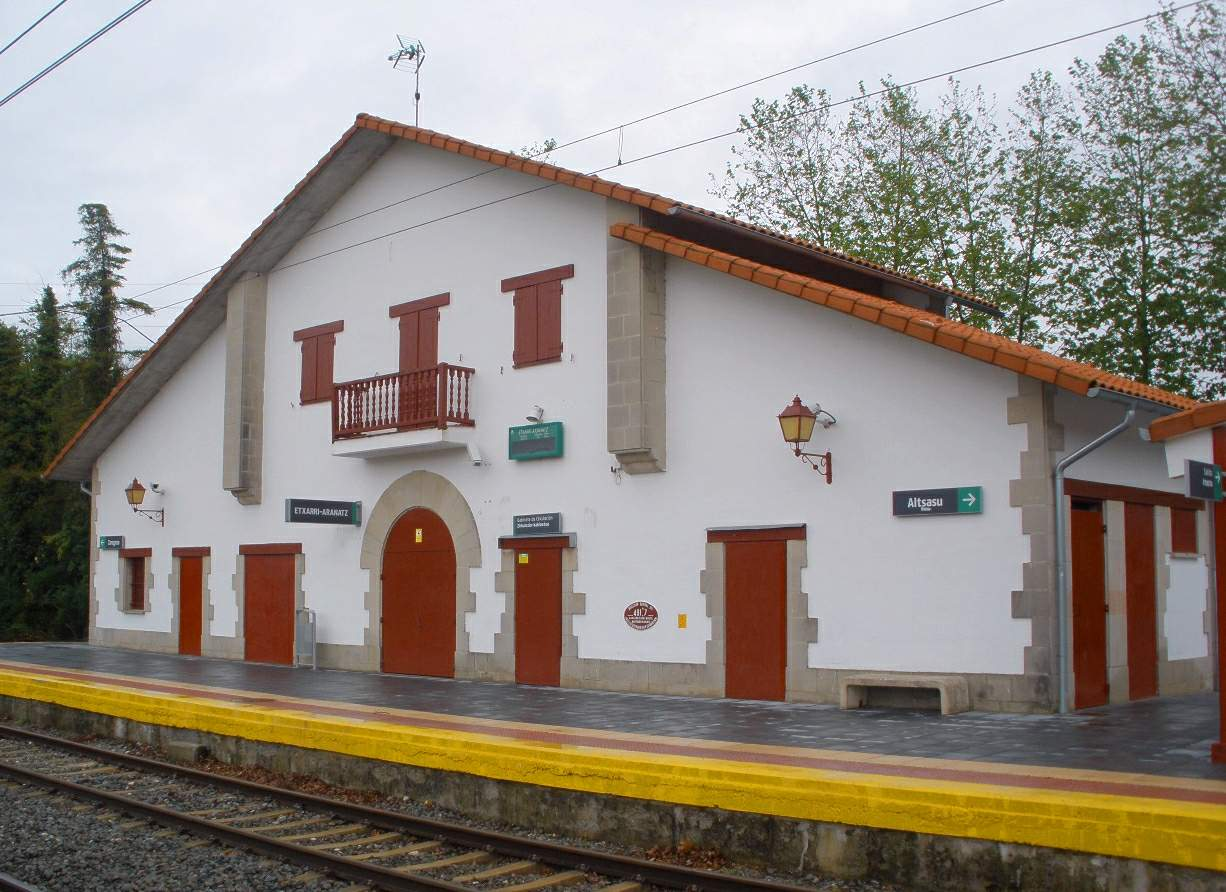
Estación de tren

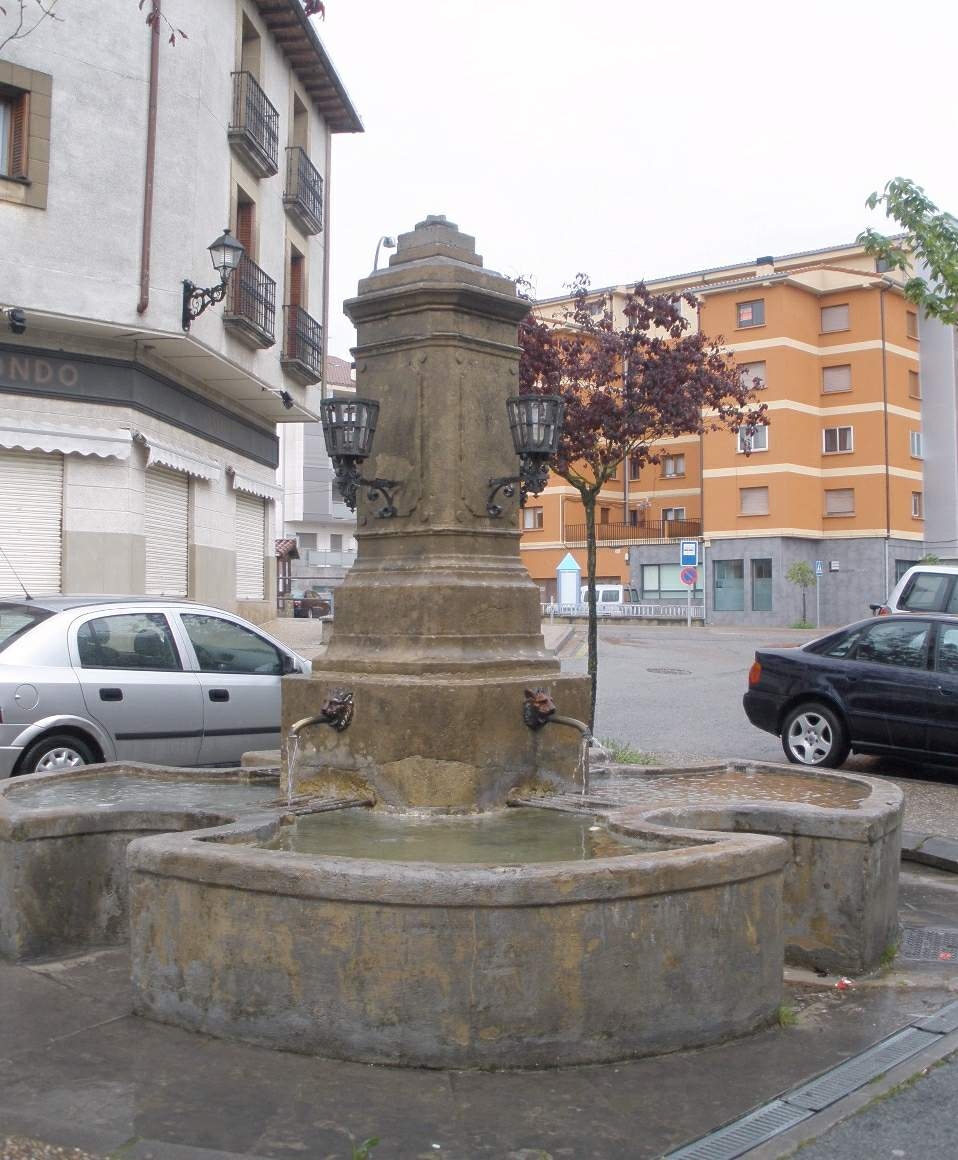
Fuente

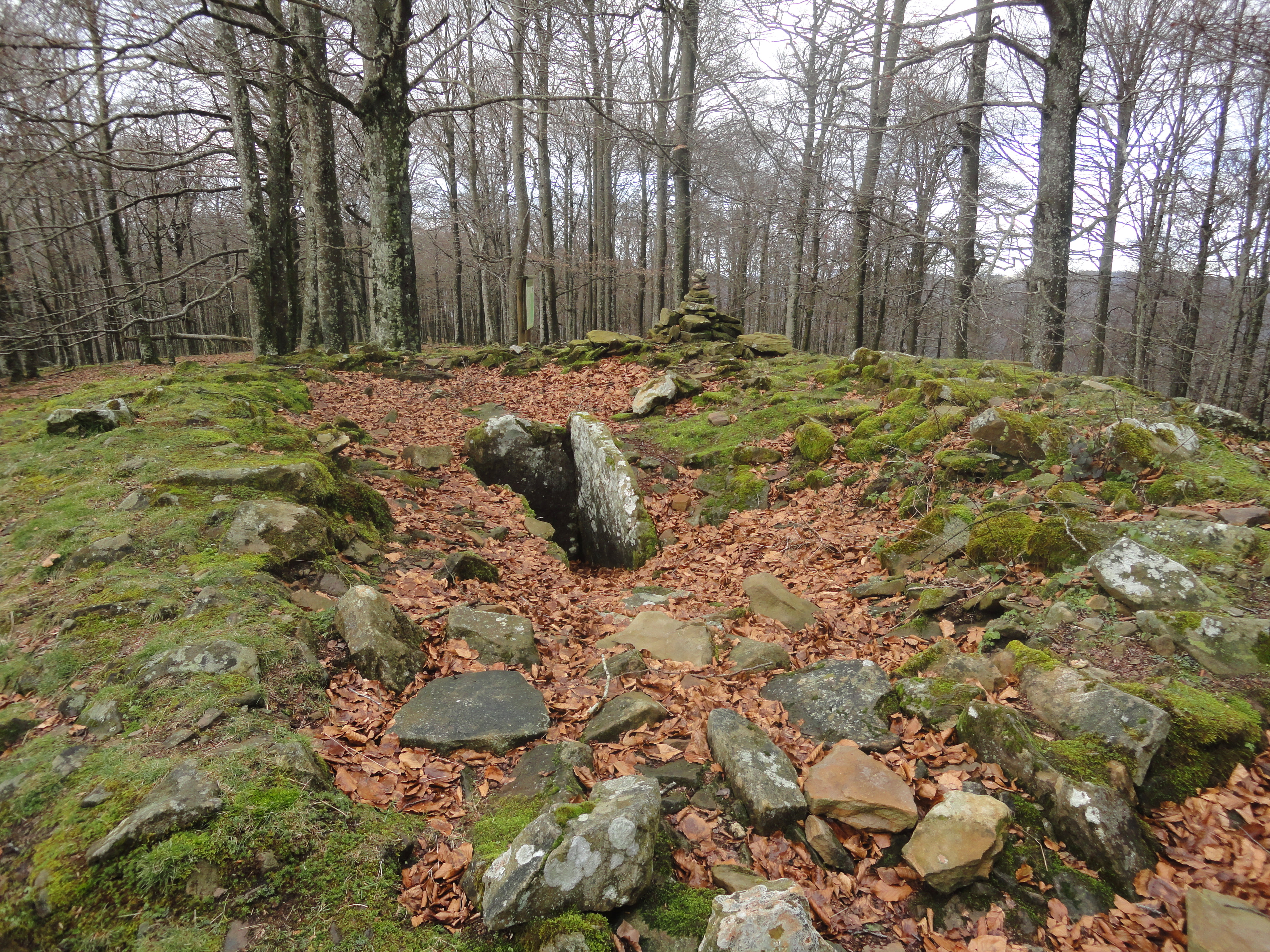
Dolmen Miruatza

### Patrimonio
Ya Caro Baroja reparó en la traza planificada de su planta y en las peculiaridades de su casco urbano. Todavía se aprecia, a pesar de las reconstrucciones, la posición ventajosa en la que se edificó esta villa, en un lugar alto, en el centro del valle y entre farallones montañosos, en el lugar por el que transcurría una calzada desde antiguo. El núcleo se organiza en torno a una calle ancha que más parece una plaza de formato rectangular muy alargado. En uno de los extremos se ubica la iglesia, mientras que en el otro se levantaba, con la misma función defensiva, una torre. En su contorno se adivina aún el recorrido de la muralla. A partir de esta plaza central el casco se distribuye en forma ortogonal, con algunas calles paralelas y otras transversales al modo de belenas.
Como se ha dicho, Echarri-Aranaz ha sufrido varias reedificaciones, fruto de otras tantas destrucciones, y en consecuencia su caserío ha sido totalmente renovado. Son frecuentes las de los siglos XVII y XVIII, siguiendo a veces un patrón, consistente en planta baja con puerta central de medio punto, flanqueada de ventanas, un primer piso con tres ventanas, y segundo nivel con huecos de menor tamaño. Las casas se adosan buscando economía de medios y protección, formando manzanas compactas. En los últimos años se ha edificado bastante en Echarri-Aranaz, fruto de la atracción que ejercen las empresas allí instaladas, lo que ha traído una expansión que se prolonga aún a lo largo de las vías de comunicación.
En la calle Mayor predominan las casas nuevas, aunque alguna procede de intensas reformas de inmuebles antiguos, y no faltan las que tienen cierto estilo. Llamaremos la atención sobre un bloque cúbico con tejado que vierte sobre la fachada, en sillar y abierto por vanos cuadrangulares salvo la puerta, que es de medio punto moldurado. Lleva tres balcones por piso. El Ayuntamiento es un edificio notable, cuya fachada va enteramente en piedra y sigue traza de Santos de Ochandátegui, el arquitecto neoclásico que ejecutó la fachada de la catedral de Pamplona. En el nivel inferior hay un pórtico compuesto por dos arcos de medio punto y tres vanos adintelados de gran tamaño. Unos y otros apean sobre pilares cajeados. El segundo piso lleva cinco balcones y el tercero otras tantas ventanas. Molduras lisas articulan la fachada y enmarcan los vanos, ordenando y jerarquizando el conjunto de manera racional. Sobre el alero hay una espadaña, flanqueada por pirámides, con frontón triangular partido que alberga un reloj y una campana.
Una inscripción nos da cuenta de su restauración: ESTE EDIFICIO SE / RESTAURO Y REFORMO / EN EL AÑO DE / GRACIA MCMXLVII. Delante de la iglesia hay una plaza, de la que sale la calle Maiza, donde llaman la atención las casas ocupadas por los números 10, 12, 14 y 16 que, aun no siendo iguales, muestran una coherencia y un mismo estilo. Van preferentemente en sillar, aunque alguna lleva las partes altas enlucidas, con tres alturas. La n.º 10 lleva además una moldura que encuadra la puerta, de medio punto, y el balcón superior. En la calle Elbegia anotamos el inmueble marcado con el número 6, con arco de medio punto moldurado y dos alturas más ático. Su fachada, de desarrollo horizontal, alterna sillar y mampostería. En las calles Mundino y Berjera las casas tienen un carácter más popular, con dos alturas. Debieron constituir las últimas líneas de construcciones antes de la muralla. Cruzando la calle Mayor, la calle Dorremonea lleva a un edificio noble edificado en sillar, con la fachada recorrida por 2 impostas lisas y con puerta principal de medio punto bajo balcón con enmarques cajeados y alero moldurado.

#### Monumentos religiosos
Parroquia de la Asunción
Fue levantada hacia 1636 por los maestros Juan de Bulano y su hijo Juan Ruiz de Bulano. El hecho de que se edificara en un estilo tardogótico nos ilustra, una vez más, sobre la inusitada pervivencia del estilo gótico en determinados ámbitos. Tiene planta de cruz latina, con el transepto muy poco saliente, y con la sacristía adosada al lado de la Epístola de la cabecera. La única nave se divide en tres tramos, mientras que la cabecera, rematada en testero recto, es algo más estrecha que la propia nave. Un pórtico clasicista abraza la fábrica en casi todo su perímetro. A los pies de la nave se levanta el coro, con dos alturas y arco de embocadura rebajado y sobre pilares. Los muros se perforan con una ventana de medio punto en la cabecera y otra en el transepto, ambas por el lado de la Epístola. Hay otras ventanas rectas en el coro y en el muro de los pies. La fábrica se cubre con bóveda de crucería de tracerías estrelladas, con nervios moldurados y claves labradas. Los tramos se separan por arcos fajones. El sotocoro lleva bóveda de terceletes, mientras que la sacristía lleva igualmente bóveda de crucería.
Al exterior llama la atención el gran pórtico neoclásico, de dos pisos que se abren en su nivel inferior por tres arcos de medio punto con pilastras de orden toscano adosadas a sus frentes, y que rematan mediante un entablamento liso. El segundo piso se abre mediante ventanas de medio punto entre pilastras. Las alas que flanquean este pórtico son de mediados del siglo XX, con paramentos enlucidos y cadenas de sillar. En lo alto se aprecia el cilindro que alberga la escalera de caracol, que remata con un cuerpo de campanas también cilíndrico cubierto con cupulilla semiesférica, de suerte que hace la función de torre campanario.
El retablo mayor es barroco de hacia 1680, aunque algunas de sus tallas fueron renovadas en el siglo XIX. Su traza consta de banco, cuerpo y ático, y se articula mediante columnas salomónicas y hornacinas decoradas con rocalla. La imaginería consta de un San Juan Bautista barroco, contemporáneo de la mazonería, un San Ciriaco tardorromanista, seguramente procedente de un retablo anterior, un San Fermín romanista del siglo XVII, un San Bartolomé renacentista, un Calvario en el que el Crucificado es gótico del siglo XV, mientras que las imágenes de la Virgen y San Juan son barrocas, y la imagen titular de la Asunción, que pertenece al siglo XVII.
En el lado del Evangelio se ubica el retablo de la Virgen del Rosario, que es barroco tardío, de hacia 1807. Su mazonería consta de banco, cuerpo articulado mediante columnas salomónicas y ático. La imagen titular es barroca del siglo XVII.
El retablo de San Pedro se encuentra simétricamente dispuesto respecto al anterior, y lleva igual mazonería. Va presidido por una talla del Sagrado Corazón, que sustituyó al San Pedro barroco titular.
En el sotocoro hay una talla en madera representando la Santísima Trinidad, gótica de fines del siglo XV o principios de la siguiente centuria, mientras que en la sacristía se guarda un Crucificado barroco del siglo XVIII, así como diversas piezas de orfebrería.
Ermitas
- Ermita de la Purísima Concepción: Se encuentra en las faldas de la sierra de Urbasa, y se construyó en el siglo XII en un estilo románico tardío. Se dice que fue la iglesia de la antigua población de Artola (según indican otras fuentes Lazkoz), cuyos habitantes se trasladaron a Echarri. Aunque ha sufrido varias intervenciones en época moderna y una restauración hace algunos años. Tiene planta con una única nave, dividida en dos tramos, y un ábside semicircular que presenta algunas marcas de cantero en forma de triángulos. A los pies se sitúa un coro alto de madera, levantado en el siglo XVIII, a la par que una gran reforma que afectó al interior del edificio. Los muros van en sillarejo y se presentan enlucidos al interior. Se articulan mediante pilastras barrocas con basas y capiteles moldurados, y van perforados con una ventana recta en la cabecera y otra en cada uno de los tramos, siempre en el lado de la Epístola. Las bóvedas marcan las fases constructivas que ha sufrido esta ermita. El primer tramo lleva bóveda de arista, el segundo bóveda de cañón, y el ábside va con una bóveda de horno, con un luneto en su eje. Al exterior, un pórtico de madera sobre pies derechos cobija la puerta, adintelada. Preside un retablo barroco de la primera mitad del siglo XVII. La mazonería se compone de banco, un cuerpo articulado mediante columnas corintias y ático con frontón partido. La imaginería consta de una talla moderna de la Inmaculada Concepción y un relieve que figura la Santísima Trinidad. Durante el año 2008 está previsto llevar a cabo la restauración de la ermita, oda por un grupo local.[9]
- Ermita de San Adrián: Se encuentra al otro lado de la carretera y en dirección al caserío Sarabe . Se trata de un edificio de sabor rural, medieval en origen aunque renovado tras el incendio de 1983. La planta consta de una nave rectangular y cabecera rematada en artesa. Por el lado de la Epístola, donde se ubica la entrada, se adosa un pórtico sobre pies derechos de madera y pedestales de piedra. Los muros van enlucidos y con cadenas de sillar en vanos y esquinas. Se perforan mediante sendas ventanas rectas, una en la cabecera y otra en el muro de los pies, y la puerta es adintelada. Se cubre mediante una viguería de madera y tejado a dos aguas con limas. Al interior se venera una talla moderna de San Adrián.
- Nuestra Señora de los Remedios se ubica en la carretera que desde el pueblo conduce a Ergoyena. Se sabe que existía ya para 1605, aunque sus orígenes podrían remontarse a la Edad Media. Tiene planta de una sola nave, dividida en cuatro tramos, de los que el primero de ellos corresponde a una ampliación moderna, y la cabecera remata en tres paños. Por el lado del Evangelio se adosa la sacristía, que es de planta cuadrangular un tanto irregular, y tiene un coro alto de madera, a los pies de la nave. Los muros van enlucidos, y se abren por medio de tres ventanas rectas. La puerta, en el muro meridional, se abre con arco de medio punto. El retablo que presidía está perdido, y la imagen titular se encuentra en la parroquia.
- Ermita de San Gregorio En la falda de la sierra de Urbasa, pero relativamente cerca del casco urbano de Bakaiku, se encuentran las ruinas de esta ermita, que en otros tiempos cobijó la imagen de Santa Bárbara procedente de la anteriormente desaparecida ermita. Hoy solo quedan los muros perimetrales y parte de la cubierta de madera.

### Gastronomía
La gastronomía de Echarri-Aranaz y del valle en general es de lo más variada, destacan entre otros chistorras, quesos, morcillas, piperropilas, carne de ternera, etc..
Las cofradías y denominaciones de origen de la zona son muy importantes, destacan entre otros la cofradía de la chistorra, denominación del queso de Idiazábal etc.
Sociedades gastronómicas
Actualmente existen en Echarri-Aranaz las siguientes sociedades gastronómicas
- Gure Etxea
- Etxe Azpi
- Artzabal
- Udaberri
- Karrikestu
- Larrañeta
- Gure Ametsa

### Euskera
En 1869, L. L. Bonaparte clasificó a su euskera en el dialecto guipuzcoano y, dentro del mismo, en el subdialecto de Navarra y variedad de Echarri-Aranaz.
El municipio se encuentra incluido en la Zona Lingüística (según el artículo 5.º de la ley foral 18/86, de 15 de diciembre que divide a la comunidad foral en tres zonas): Vascófona.
Conocimiento del euskera
- Año 1991: 1671 vascohablantes, de una población total de 2262 habitantes (73,9 %)
- Año 1996: 1858 vascohablantes, de una población total de 2337 habitantes (79,5 %)
- Año 2001: 1699 vascohablantes, de una población total de 2307 habitantes (73,6 %)